# Sno*Drift Rally
Sno*Drift Rally (ou le Rallye des Congères) est une compétition annuelle de rallye automobile américaine aux conditions climatiques extrêmes, sur routes  gelées et enneigées à travers les arbres, de 40 ans d'ancienneté (pour 27 éditions).

## Histoire
Cette course se déroule annuellement durant le dernier week-end du mois de janvier dans l'état du Michigan (Comté de Montmorency situé à la pointe de la péninsule de Nouvelle-France, le quartier général de l'organisation restant dans le Comté d'Atlanta pour des raisons logistiques liées aux conditions de température et d'accès).
Elle ouvre traditionnellement la saison du Championnat des États-Unis des rallyes Rally America, et peut être comparée à une moindre échelle au Rallye de Suède, s'y étalonnant directement les meilleurs pilotes nord-américains, les représentants canadiens s'inscrivant en nombre du fait de la proximité des lieux et du type de surface, différente de celle autres manches du programme Rally America. En deux journées s'y côtoient trois championnats: le national, et deux régionaux (le Sno Club Rally, et le Drift Club  Rally). Elle fit partie intégrante du défunt championnat SCCA de 1973 à 2004.
Gene Henderson et Travis Pastrana l'ont remportée à trois reprises.

## Palmarès

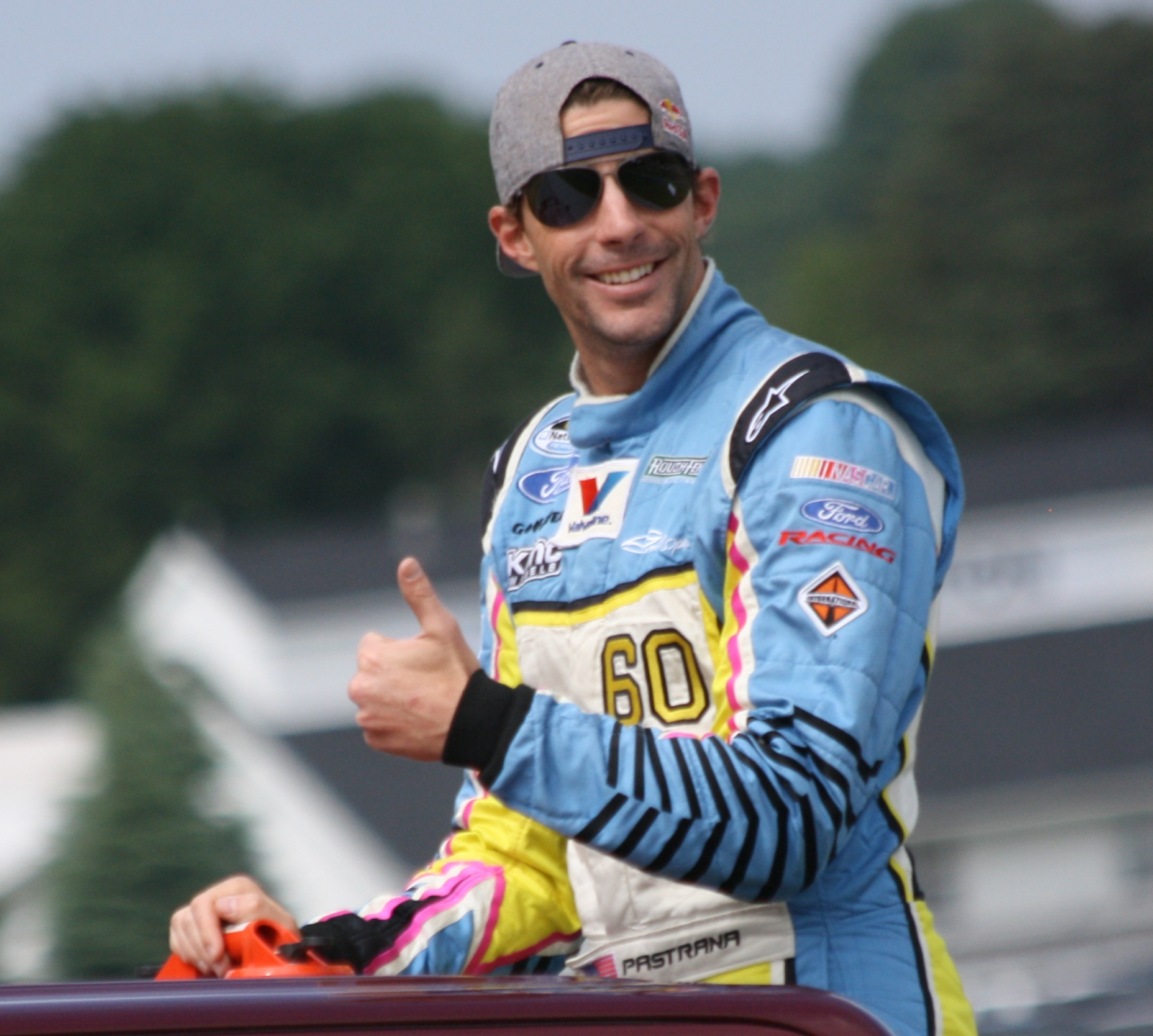
Travis Pastrana, dernier triple vainqueur.

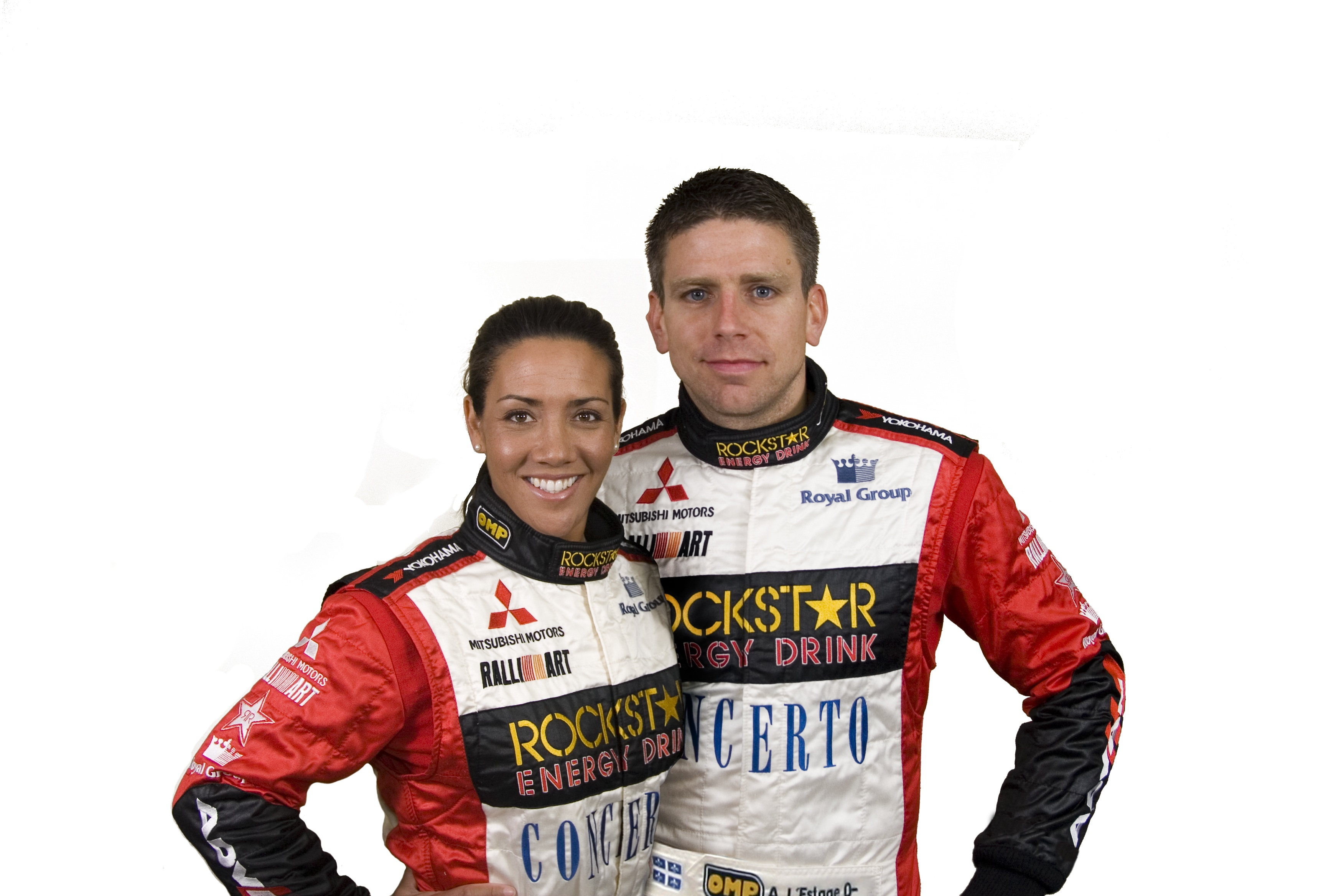
Nathalie Richard et Antoine L'Estage, vainqueurs en 2008 et 2013.

| Année       | Pilote                                                           | copilote                                                         | Voiture                                                          |
| ----------- | ---------------------------------------------------------------- | ---------------------------------------------------------------- | ---------------------------------------------------------------- |
| 1973        | Erhard Dahm                                                      | John Campbell                                                    | Jeep Wagoneer                                                    |
| 1974        | Gene Henderson                                                   | Ken Pogue                                                        | Jeep Wagoneer                                                    |
| 1975        | Scott Harvey, Sr.                                                | Wayne Zitkus                                                     | Dodge Ramcharger                                                 |
| 1976 à 1977 | Épreuve annulée                                                  | Épreuve annulée                                                  | Épreuve annulée                                                  |
| 1978        | Classement perdu (rallye régional - Jim Callon 4e)               | Classement perdu (rallye régional - Jim Callon 4e)               | Classement perdu (rallye régional - Jim Callon 4e)               |
| 1979        | Taisto Heinonen                                                  | Tom Burgess                                                      | Toyota Celica GT                                                 |
| 1980        | Guy Light                                                        | Jim Brandt                                                       | Jeep CJ-7                                                        |
| 1981        | Jean-Paul Perusse                                                | Jim Brandt                                                       | Peugeot 504                                                      |
| 1982        | John Buffum                                                      | Tom Grimshaw                                                     | Audi Quattro                                                     |
| 1983        | Rod Millen                                                       | Michael Parris                                                   | Mazda RX-7                                                       |
| 1984        | Tom Bell                                                         | Marie Jo Czyzio                                                  | Datsun 510                                                       |
| 1985 à 1990 | Épreuve annulée                                                  | Épreuve annulée                                                  | Épreuve annulée                                                  |
| 1991        | Gene Henderson                                                   | Jim Mickle                                                       | BMW 325ix                                                        |
| 1992        | Gene Henderson                                                   | Jim Mickle                                                       | BMW 325ix                                                        |
| 1993 à 1996 | Épreuve annulée                                                  | Épreuve annulée                                                  | Épreuve annulée                                                  |
| 1997        | Frank Sprongl                                                    | Dan Sprongle                                                     | Audi Quattro S2                                                  |
| 1998        | Épreuve annulée (conditions climatiques extrêmes dues à El Nino) | Épreuve annulée (conditions climatiques extrêmes dues à El Nino) | Épreuve annulée (conditions climatiques extrêmes dues à El Nino) |
| 1999        | Tom Ottey                                                        | Pam McGarvey                                                     | Mazda 323 GTX                                                    |
| 2000        | Paul Choiniere                                                   | Jeff Becker                                                      | Hyundai Tiburon                                                  |
| 2001        | Paul Choiniere                                                   | Jeff Becker                                                      | Hyundai Tiburon                                                  |
| 2002        | Frank Sprongl                                                    | Dan Sprongle                                                     | Hyundai Tiburon                                                  |
| 2003        | David Higgins                                                    | Daniel Barritt                                                   | Mitsubishi Lancer Evo VIII                                       |
| 2004        | Patrick Richard                                                  | Brian Maxwell                                                    | Subaru Impreza 2002                                              |
| 2005        | Patrick Richard                                                  | Nathalie Richard                                                 | Subaru Impreza WRX STI                                           |
| 2006        | Andrew Comrie-Picard                                             | Rob Hendricksen                                                  | Mitsubishi Lancer Evo IV                                         |
| 2007        | Travis Pastrana                                                  | Christian Edstrom                                                | Subaru Impreza WRX STI                                           |
| 2008        | Antoine L'Estage                                                 | Nathalie Richard                                                 | Hyundai Tiburon                                                  |
| 2009        | Travis Pastrana                                                  | Christian Edstrom                                                | Subaru Impreza WRX STI                                           |
| 2010        | Travis Pastrana                                                  | Christian Edstrom                                                | Subaru Impreza WRX STI                                           |
| 2011        | Travis Hanson                                                    | Terry Hanson                                                     | Subaru Impreza WRX STI                                           |
| 2012        | Pays de Galles David Higgins                                     | Craig Drew                                                       | Subaru Impreza WRX STI                                           |
| 2013        | Antoine L'Estage                                                 | Nathalie Richard                                                 | Mitsubishi Lancer Evo X                                          |

## Détails des éditions Rally America
- Édition 2005 de l'épreuve;
- Édition 2006 de l'épreuve;
- Édition 2009 sur www.rally-america.com;
- Édition 2010 sur www.rally-america.com;
- Édition 2011 sur www.rally-america.com;
- Édition 2012 sur www.rally-america.com;
- Édition 2013 sur www.rally-america.com;
- Photos de l'édition 2013.

## Autres épreuves du Rally America
- Rallye STP;
- Rallye New England Forest.